# Cevo
Cevo (im camunischen Dialekt Séf) ist eine Gemeinde in der Provinz Brescia, Lombardei mit 802 Einwohnern (Stand 31. Dezember 2023).
Cevo liegt 91 km nördlich von Brescia im mittleren Valcamonica. Die Nachbargemeinden sind Berzo Demo, Cedegolo, Ceto, Cimbergo, Daone (TN), Saviore dell’Adamello und Sonico.
Bei Dos dell'Androla stand ein 34 Meter hohes, gebogenes Holzkreuz zur Erinnerung an den Papstbesuch 1998 von Johannes Paul II. Am 24. April 2014 brach der Holzbalken; das Kreuz fiel nach vorne über und erschlug einen 21-jährigen Mann. Weitere Jugendliche konnten sich mit einem Sprung zur Seite retten.